# 保羅·布西克
保羅·約瑟夫·布西克（英語：Cynthia Stephenson Busiek，/ˈbjuːsɪk/；1923年4月1日—2016年4月18日），是美國的共和黨政治人物及醫生，前密蘇里州眾議院議員。

## 生平
布西克出生在密苏里州斯普林菲尔德，曾入讀德鲁里學院和圣路易斯华盛顿大学，並在後者獲得醫學學位。他在紐約州羅徹斯特實習，又在聖路易斯的兒童醫院任職兒科醫生，後來在斯普林菲尔德開辦私人診所。
1976年，他當選為密蘇里州眾議院第一百四十選區議員，但在1978年離開。
2016年4月18日，布西克逝世。